# Палікір
Палікі́р (англ. Palikir) — столиця Федеративних Штатів Мікронезії, заснована у 1989 р. та переміщена з міста Колонія, іншого великого населеного пункту острова Понпеї. Столиця розташована в однойменній мальовничій долині між двома вулканами.

## Природні умови
Палікір розташований в західній частині Тихого океану, на острові вулканічного походження Понпеї, який оточений кораловими рифами. Природна рослинність представлена головним чином вічнозеленими тропічними лісами, кокосовими пальмами, панданусами і прибережними мангровими чагарниками.

## Населення, мова, віросповідання
Чисельність населення Палікіру — 6 674 осіб. У місті проживають переважно мікронезійці. Офіційна мова англійська, проте місцеві жителі розмовляють чуук, понапе, косрае, япською та іншими мовами. Більшість віруючих — християни: протестанти (47 %) і католики (50 %).

## Історія
Острів, було заселено мікронезійцями ще на початку XII століття, та точний час заснування Палікіра не відомий. До кінця другої світової війни тут проживала незначна кількість понпейців. Та коли у 1980 році уряд США розпочав фінансувати програму будівництва столиці, населення міста почало зростати.
За винятком декількох кам'яних платформ й оборонних стін, виявлених на околицях Палікіра, місто не має ніяких археологічних цікавинок. За легендами, наприкінці Х століття Палікір та й увесь острів Понпеї належав державі Нан-Мадол, а після її занепаду й до приєднання до королівства Соку острів був незалежним.
На початку XVI століття на землю острова вперше ступила нога європейця. Утім, відвідування острова європейськими мандрівниками на залишило помітних слідів у житті місцевого населення. У 1886 році Понпеї опинився під контролем Іспанії, яка, зламавши опір аборигенів, побудувала на сході від Палікіра невелике селище, назване Колонія. Після Іспано-Американської війни 1898 року Іспанія була змушена продати острів Німеччині, яка відразу почала розвивати широкомасштабне вирощування кокосів та експорт копри. Відгуком на жорстокий німецький режим стало повстання серед остров'ян. Заколот було придушено, та під час Першої світової війни Понпеї перейшов до Японії, а після війни Ліга Націй дозволила Японії управляти островом.
У 1944 році, вже під час Другої світової війни, на острові для побудови військової бази висадилися тисячі японських солдатів. У Палікірі побудовано аеродром, радарні й протиповітряні установки, а також мережа тунелів і підземних ходів навколо селища. Незважаючи на всі ці укріплення, повітряні сили США незабаром розбомбили базу й позбавили Японію від цього опорного пункту.
По закінченню війни Палікір залишався майже спорожнілим. Сполучені Штати зберігали контроль над островом аж до 1980 року, коли була підписана угода «Про добровільне об'єднання з Мікронезією». Після цього урядом США профінансувано планування й будівництво столиці чотирьох штатів Мікронезії. Вибір місця для майбутньої столиці випав на колишню японську військову базу Палікір через мальовничі пейзажі серед величних гір.
Щоб не зіпсувати чудові краєвиди, архітектори замість висотних будинків спроектували квартал із серії маленьких двоповерхових будиночків, дизайн яких навіяний традиційною мікронезійською архітектурою. Ці 9 будинків, укритих коричневою черепицею, вишикувалися в ряд зі сходу на захід, з урахуванням напрямку пасатів і сонячних променів. Для будинку Капітолія робітники спорудили більше 300 декоративних і несучих колон з матеріалу, що нагадує використаний у Нан-Мадолі.
Зведення невисоких будинків та прикрашання столиці зеленими насадженнями дозволило місту вписатися у довколишній ландшафт. Заболочений мангровий ліс, що оточує Палікір, аж кишить усілякими ссавцями, плазунами й птахами.

## Клімат
Клімат екваторіальний пасатно-мусонного типу з атмосферними опадами протягом усього року. Сезонні коливання температури незначні, цілий рік вона тримається навколо позначки +27 °C. У Палікірі буває в середньому 300 дощових днів на рік. Опадів випадає близько 3000 — 5000 мм на рік. Найбільш вологий місяць — квітень. Сезон тайфунів триває з серпня по грудень. 
| Клімат Палікіра                                                | Клімат Палікіра | Клімат Палікіра | Клімат Палікіра | Клімат Палікіра | Клімат Палікіра | Клімат Палікіра | Клімат Палікіра | Клімат Палікіра | Клімат Палікіра | Клімат Палікіра | Клімат Палікіра | Клімат Палікіра | Клімат Палікіра |
| Показник                                                       | Січ.            | Лют.            | Бер.            | Квіт.           | Трав.           | Черв.           | Лип.            | Серп.           | Вер.            | Жовт.           | Лист.           | Груд.           | Рік             |
| Абсолютний максимум, °C                                        | 33              | 33              | 34              | 33              | 33              | 34              | 33              | 34              | 35              | 35              | 35              | 33              | 35              |
| Середній максимум, °C                                          | 30              | 30              | 30              | 30              | 30              | 30              | 31              | 31              | 31              | 31              | 31              | 30              | 30              |
| Середня температура, °C                                        | 27              | 27              | 27              | 27              | 27              | 27              | 27              | 27              | 27              | 27              | 27              | 27              | 27              |
| Середній мінімум, °C                                           | 23              | 24              | 23              | 23              | 23              | 23              | 22              | 22              | 22              | 22              | 22              | 23              | 23              |
| Абсолютний мінімум, °C                                         | 18              | 19              | 18              | 20              | 20              | 20              | 20              | 20              | 18              | 19              | 18              | 18              | 18              |
| Норма опадів, мм                                               | 300             | 260             | 360             | 440             | 490             | 430             | 440             | 420             | 400             | 410             | 400             | 400             | 4790            |
| Днів з дощем                                                   | 22              | 20              | 23              | 24              | 27              | 27              | 27              | 27              | 24              | 25              | 25              | 25              | 296             |
| Вологість повітря, %                                           | 78              | 77              | 78              | 79              | 81              | 80              | 80              | 79              | 79              | 80              | 80              | 79              | 79              |
| -------------------------------------------------------------- | --------------- | --------------- | --------------- | --------------- | --------------- | --------------- | --------------- | --------------- | --------------- | --------------- | --------------- | --------------- | --------------- |
| Джерело: PALIKIR, FEDERATED STATES OF MICRONESIA / Weatherbase |                 |                 |                 |                 |                 |                 |                 |                 |                 |                 |                 |                 |                 |